# Bateau panier

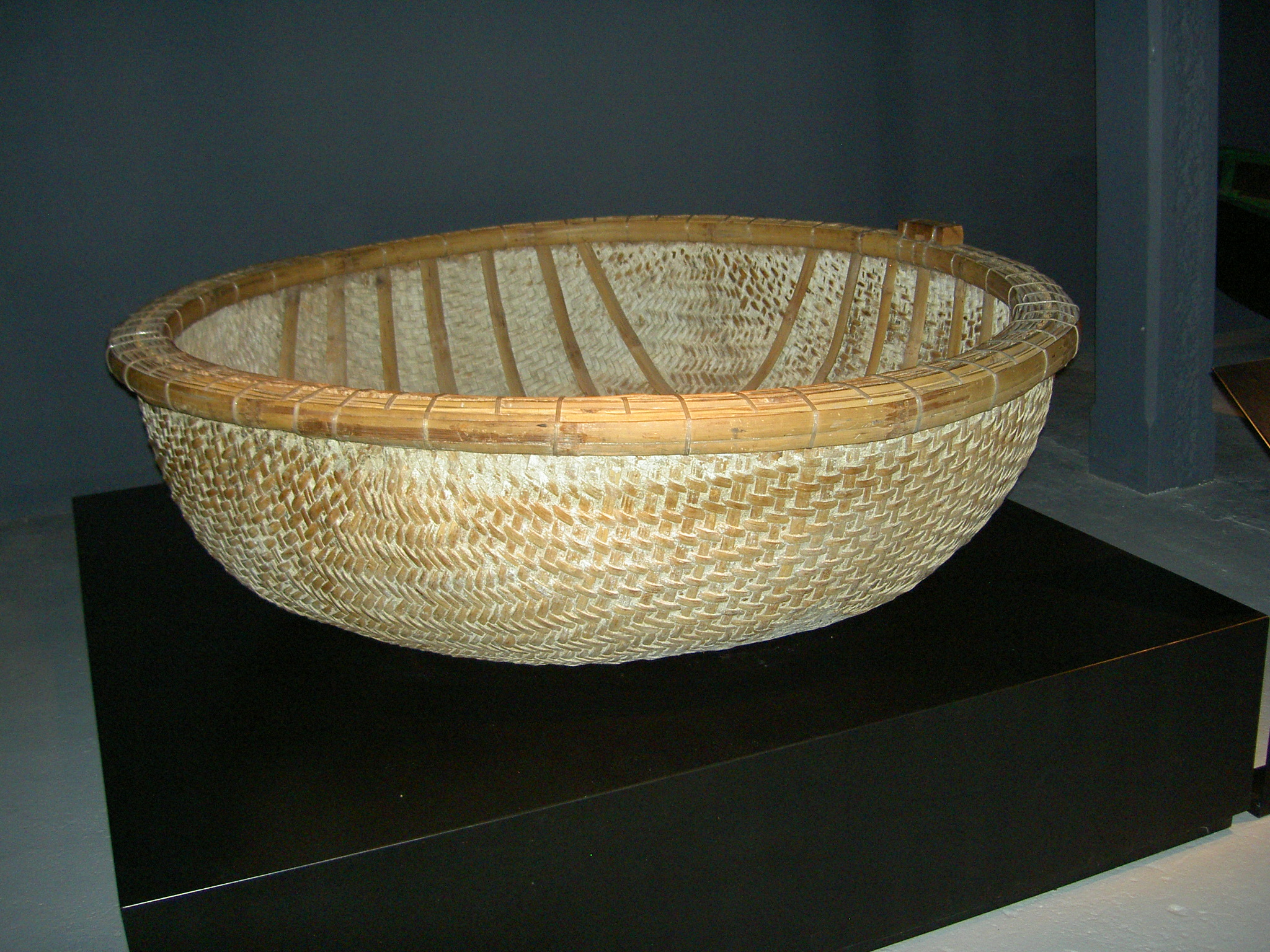
Bateau panier, au port-musée de Douarnenez.

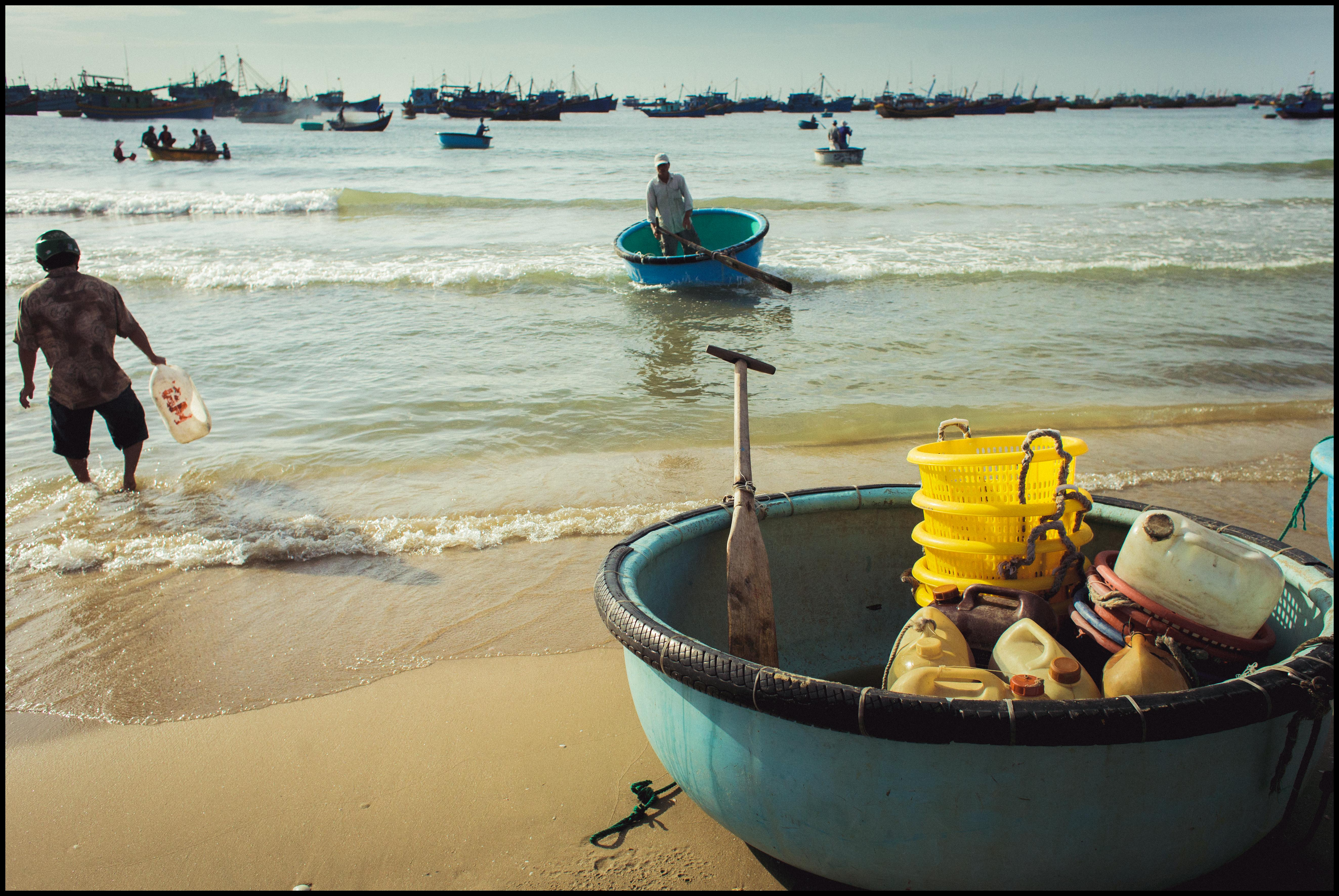
Bateau panier moderne, Vietnam

Un bateau panier (ou ghe thùng chài ou hoi an) est un type d'embarcation circulaire faite de bambous tressés, utilisée au Viêt Nam, au Laos et au Cambodge, en particulier comme annexe sur les bateaux de pêche.
D'autres bateaux ont une forme proche :
- le coracle gallois (cwrwgl),
- le currach irlandais,
- l’umiak inuit,
- le mandan ou bull boat amérindien,
- le goufa ou kouffa arabe.

Le plus ancien bateau connu de ce type est sumérien. Il est encore aujourd'hui utilisé par les habitants des zones marécageuses de l'estuaire du Tigre et de l'Euphrate.

### Source
- Article « Bateaux exotiques » de la revue Neptunia du Musée national de la Marine n° 248 de décembre 2007.